# Тиберій Клавдій Нарцис
Тиберій Клавдій Нарцис (лат. Tiberius Claudius Narcissus, ? — 54) — вільновідпущеник, один із діячів, які сформували ядро імператорського двору римського імператора Клавдія. Займав посаду відповідального за кореспонденцію (ab epistulis), але фактично був секретарем державної імператорської канцелярії.

## Участь у державному управлінні
Про походження, життя та діяльність Нарциса достеменно відомо дуже мало. Джерела повідомляють, що він був колишнім рабом та вільновідпущеником римського імператора Тиберія Клавдія (правив в 41-54 рр.).
У 43 р. під час підготовки до завоювання Британії римською армією, він зміг пригасити заворушення, звернувшись до військ. Коли легіонери побачили  колишнього раба на місці їхнього командира, вони закричали «Io Saturnalia!»( Сатурналії були римським святом, коли один раз в рік раби і господарі мінялися місцями ), і повстання на тому закінчилося.
Як повідомляють джерела, Тиберій Клавдій Нарцис мав на імператора великий вплив і накопичив великі гроші. В свою чергу, Клавдій теж серед усіх своїх вільновідпущеників його (а також Палланта) любив найбільше, довіряв йому і ставив його найвище.
Як пише Светоній в біографії Клавдія:
|  | «Цих він із задоволенням дозволяв сенату нагороджувати не тільки великими грошима, але і знаками квесторської і преторської влади, а сам дозволяв їм такі розкрадання і грабежі, що одного разу, коли він скаржився на безгрошів'я в скарбниці, йому дотепно відповіли, що у нього буде грошей вдосталь, якщо увійде в долю з двома вільновідпущенниками". |

## Змова Мессаліни та її наслідки
Деякі джерела стверджують, що він змовився з третьою дружиною Клавдія Валерією Мессаліною, щоб маніпулювати ним і змусити стратити кількох своїх супротивників, в тому числі розправитись з Аппієм Сіланом, хоча це не підтверджено. Проте є й інформація, що Нарцис, як колишній раб Клавдія, був надзвичайно вірним своєму імператору, і таким чином виявляв більше відповідальності, ніж інші.
У 47 р. Мессаліна пристрасно захопилася знатним юнаком Гаєм Сілієм, і у 48 році, у відсутність в Римі  Клавдія, провела з ним публічний шлюбний обряд. Мессаліна та її коханець планували вбити Клавдія і поставити Британніка на трон, при якому вони були би регентами.
Про подію знали всі, але тільки Нарцис  наважився повідомити Клавдія, а також переконати, що й Мессаліна повинна померти. Як пише Светоній в біографії імператора, Клавдій завжди вірив навіть чуткам про змови і швидко усував заколотників.
Побоюючись захоплення Сілієм та Мессаліною влади, Клавдій розпорядився стратити Сілія та усіх інших коханців і спільників Мессаліни. Мессаліна не наважилася вчинити самогубство, хоча  і мала таку можливість, і була вбита за особистим наказом Нарциса.
У  книзі «Аннали» Тацит писав:
|  | "… вперше вона зрозуміла свою долю і поклала руку на кинджал. У своєму горі вона прикладала його до горла і грудей,але не наважувалася завдати собі удару, коли трибун ударом меча вбив її … Клавдій ще був на бенкеті, коли казали йому, що Мессаліна мертва … він не проявив жодної ознаки ні ненависті, ні радості, ні гніву, ні смутку". |

При виборі  імператором четвертої дружини, Нарцис пропонував Клавдію одружитися знову зі своєю другою дружиною Елією Петиною.
Ентоні Барретт вважає, що Нарцис хотів, щоб Клавдій обрав своїм наступником Фауста Корнелія Суллу Фелікса, чоловіка Клавдії Антонії, дочки Клавдія і Елії, а не ворожого Британіка. Це також дало б Клавдію дорослого спадкоємця, якого він хотів, щоб він поліпшити свою позицію. Але коли Клавдій за порадою Паланта вибрав Агріппіну Молодшу, щоб зміцнити родину Юліїв-Клавдіїв, і визнав її сина, майбутнього імператора Нерона,як свого тимчасового, поки не підросте Британнік спадкоємця, Нарцис об'єднався з колом Британніка, щоб забезпечити своє майбутнє.
Він нібито розказував  Британніку у присутності інших людей про свої плани повалити Агріппіну. Було висловлено припущення, що ця  деталь була видумана та добавлена Тацитом, який часто змінював факти, щоб зробити Клавдія пасивним персонажем під час його правління. Светоній та Діодор повідомляють, що після примирення з Британніком Клавдій — не Нарцис — відкрито задумав вбити Агриппіну.
Однак, навіть після цього, Клавдій все ще довіряв Нарцису, і назначив його претором. Йому було доручено здійснити нагляд за будівництвом каналу для осушення боліт біля озера Фучино. Пліній пише, що через недбалість Нарциса, що керував роботами, канал був непридатним до використання, так що Траян та Адріан змушені були його заново відбудовувати.
Окрім того, ще й Агріппіна, четверта дружина Клавдія, звинуватила його у викраденні коштів з проєкту, можливо, в такий спосіб вона хотіла покарати за його підтримку Британіка. За словами Тацита, Нарцис сподівався знищити Агріппіну, розкривши її зв'язок з іншим улюбленцем та наближеним Клавдія — Паллантом, а це знищило б її сина.

## Смерть
У будь-якому випадку, Агріппіна ставилася до Нарциса з  підозрою і відправила його до Кампанії, нібито скористатися теплими ваннами для полегшення його подагри. Ймовірно, це мало на меті усунути його як перешкоду для вбивства Клавдія та зведення на престол Нерона. Агріппіна наказала стратити Нарциса через декілька тижнів після смерті Клавдія в жовтні 54 року. Після повернення до Риму Нарцис встиг перед в'язницею і стратою спалити всі листи Клавдія, щоб не дозволити їх  використання Нероном.

## У літературі
Нарцис є персонажем в Апоколоцитозі Сенеки Молодшого, написаного незабаром після його смерті.
Нарцис є персонажем у романі Роберта Грейса Я, Клавдій; у телевізійній адаптації його роль грає Джон Кетер.
Нарцис є персонажем трагедії Британнік Жана Расіна про вбивство Британніка Нероном.
Персонаж опери Георга Генделя на лібрето Вінченцо Грімані «Агрипина».
Він також з'являється в книгах Калігула та Клавдій Дугласа Джексона.